# Cervera minuta
Cervera minuta är en korallart som först beskrevs av S.F. Light 1915.  Cervera minuta ingår i släktet Cervera och familjen Cornulariidae. Inga underarter finns listade i Catalogue of Life.